# داستان نفرت ۴
داستان نفرت ۴ (به هندی: Hate Story 4) فیلمی محصول سال ۲۰۱۸ و به کارگردانی ویشال پاندیا است. در این فیلم بازیگرانی همچون اورواشی رائوتلا، ویوان بهاتنا، کاران واهی، ایهانا دیلون، گلشن گروور، تیا باجپای، شاد راندهاوا، آرجون بیجلانی ایفای نقش کرده‌اند.
این فیلم چهارمین قسمت از مجموعه فیلم‌های داستان نفرت است.